# Перкинс, Эмили
Э́мили Джин Пе́ркинс (англ. Emily Jean Perkins; род. 4 мая 1977, Ванкувер, Британская Колумбия) — канадская актриса кино и телевидения. Наиболее известна по роли Бриджит Фицджеральд в фильмах «Оборотень» (2000), «Сестра оборотня» (2004) и «Рождение оборотня» (2004), а также по роли Бекки Розен в телесериале «Сверхъестественное» (2009—2019).

## Биография
Эмили Джин Перкинс родилась 4 мая 1977 года в Ванкувере, Британская Колумбия, Канада. Свою карьеру она начала в детстве, сыграв в трёх телевизионных фильмах: «Маленькие жертвы» (1989), Выжить (1990) и «Оно» (1990).
В 1998 году Перкинс сыграла второстепенную роль в канадском, телевизионном, криминально-драматическом сериале «Следствие ведёт Да Винчи» в роли Кармен, в эпизоде «The Most Dangerous Time». Она вернулась в сериал в 2001 году, со вспомогательной ролью в качестве проститутки Сью Льюис для следующих тридцати четырёх эпизодов. Эта роль принесла ей премию «Leo Awards», за «Лучшую женскую роль второго плана в драматическом сериале» в 2003 году.
В 2000 году Эмили Перкинс снялась в фильме «Оборотень», в роли Бриджит Фицджеральд. В 2004 году она снялась в двух его продолжениях, сиквеле под названием «Сестра оборотня» (2004) и приквеле под названием «Рождение оборотня» (2004). За роль в фильме «Оборотень», она получила награду как «Лучшая актриса» на Международной неделе фантастического кино в Малаге, в 2001 году. В 2004 году журнал ужасов Fangoria наградил актрису своей премией «Fangoria Chainsaw Awards», за её роль в фильме «Сестра оборотня».
У Перкинс были второстепенные роли в фильмах «Она — мужчина» (2006), Ещё одна история о Золушке (2008) и небольшая роль секретаря в фильме «Джуно» (2007). Также она сыграла главную роль в триллере «Кровь: История мясника» (2010).
В 2009 и 2011 годах она сыграла роль Бекки Розен в телесериале «Сверхъестественное». Она повторила свою роль в 2019 году, для 15-го и последнего сезона сериала.
Начиная с 1 марта 2010 года, Перкинс играла главную роль Кристал Брейвуд в канадском комедийном сериале «Икота». После двух сезонов сериал был закрыт.
Эмили Перкинс замужем за бельгийско-канадским учёным Эрнестом Матижсом.

## Фильмография
| Год       |     | Русское название                 | Оригинальное название            | Роль                                       |
| --------- | --- | -------------------------------- | -------------------------------- | ------------------------------------------ |
| 1989      | тф  |                                  | Little Golden Book Land          | Кэти Кэбус                                 |
| 1989      | с   | Залив Опасный                    | Danger Bay                       | Шеннон Даркус                              |
| 1989      | тф  | Маленькие жертвы                 | Small Sacrifices                 | Карен Доунс                                |
| 1990      | тф  | Выжить                           | Anything to Survive              | Криста                                     |
| 1990      | тф  | Оно                              | It                               | Юная Беверли Марш                          |
| 1990—1991 | с   | Мамочка-сыщик                    | Mom P.I.                         | Мэри Салливан                              |
| 1993      | с   | Одиссея                          | The Odyssey                      | член совета                                |
| 1993      | тф  | Чудо на шоссе 880                | Miracle on Interstate 880        | Дезире Хельм                               |
| 1993      | тф  | Женщина на краю                  | Woman on the Ledge               | Эбби                                       |
| 1994      | тф  | Момент истины: Нарушенные обеты  | Moment of Truth: Broken Pledges  | Сюзанна Стивенс                            |
| 1996      | ф   | Приговор времени                 | Past Perfect                     | Карен Дэниэлс                              |
| 1996      | мтф | Хладнокровное убийство           | In Cold Blood                    | Кэти Ивэлт                                 |
| 1998      | с   | Секретные материалы              | The X Files                      | Дара Кернофф / Пола Коклос / Роберта Дайер |
| 1998—2005 | с   | Следствие ведёт Да Винчи         | Da Vinci's Inquest               | Сью Льюисс                                 |
| 2000      | ф   | Оборотень                        | Ginger Snaps                     | Бриджит Фицджеральд                        |
| 2000      | тф  | Кристи: Возвращение в Каттер Гэп | Christy: Return to Cutter Gap    | Зэди Спенсер                               |
| 2001      | тф  | Кристи: Смена времён года        | Christy: A Change of Seasons     | Зэди Спенсер                               |
| 2001      | тф  | Кристи: Новое начало             | Christy: A New Beginning         | Зэди Спенсер                               |
| 2001      | ф   | Нация прозака                    | Prozac Nation                    | Эллен                                      |
| 2002      | ф   | Бессонница                       | Insomnia                         | девушка                                    |
| 2002      | с   | Сумеречная зона                  | The Twilight Zone                | Дина                                       |
| 2003      | с   | Наставники                       | Mentors                          | Мэри Шелли                                 |
| 2004      | ф   | Сестра оборотня                  | Ginger Snaps: Unleashed          | Бриджит Фицджеральд                        |
| 2004      | ф   | Рождение оборотня                | Ginger Snaps Back: The Beginning | Бриджит Фицджеральд                        |
| 2004      | с   | Мёртвые, как я                   | Dead Like Me                     | Джози Фелдман                              |
| 2006      | ф   | Она — мужчина                    | She's the Man                    | Юнис                                       |
| 2007      | ф   | Джуно                            | Juno                             | секретарша                                 |
| 2007      | с   | Чужие в Америке                  | Aliens in America                | Бренда                                     |
| 2008      | в   | Ещё одна история о Золушке       | Another Cinderella Story         | Бриттани «Бритт» Блатт                     |
| 2009—2019 | с   | Сверхъестественное               | Supernatural                     | Бекки Розен                                |
| 2010      | ф   | Кровь: История мясника           | Blood: A Butcher's Tale          | гот                                        |
| 2010—2011 | с   | Икота                            | Hiccups                          | Кристал Брэйвуд                            |
| 2011      | ф   | Повторяющие реальность           | Repeaters                        | Джампер                                    |
| 2014      | с   | Когда зовёт сердце               | When Calls the Heart             | Марта Крокер                               |
| 2014      | ф   | Пришельцы                        | The Visitors                     | Нэнси Макферсон                            |

## Награды и номинации
Список приведён в соответствии с данными сайта IMDb.com.
| Год  | Награда                                       | Категория                                                 | Работа                   | Результат |
| ---- | --------------------------------------------- | --------------------------------------------------------- | ------------------------ | --------- |
| 1990 | YTV Achievement Award                         | Лучшая молодая актриса                                    | Маленькие жертвы         | Победа    |
| 2001 | Málaga International Week of Fantastic Cinema | Лучшая актриса                                            | Оборотень                | Победа    |
| 2003 | Leo Awards                                    | Лучшая женская роль второго плана в драматическом сериале | Следствие ведёт Да Винчи | Победа    |
| 2005 | Fangoria Chainsaw Awards                      | Лучшая актриса                                            | Сестра оборотня          | Победа    |
| 2005 | Fangoria Chainsaw Awards                      | Fangoria Horror Hall of Fame                              | н/д                      | Победа    |